# J.K. Rowling
J.K. Rowling, pseudonym för Joanne "Jo" Murray, född Rowling den 31 juli 1965 i Yate i Gloucestershire, är en brittisk romanförfattare, manusförfattare och filmproducent som är mest känd för fantasyromanerna om Harry Potter som sålts i mer än 450 miljoner exemplar världen över och översatts till 80 språk. Harry Potter och den flammande bägaren satte rekord som den snabbast sålda boken någonsin, ett rekord som sedan slogs av de tre följande böckerna i serien.
När tidskriften Forbes i mars 2011 publicerade sin lista över miljardärer hamnade Rowling på plats 1140 med en förmögenhet på 1 miljard dollar. Varumärket Harry Potter beräknas vara värt 25 miljarder dollar, vilket motsvarar ungefär 236 miljarder kronor.
Rowling har vunnit erkännande för att skapa ett intresse för läsning hos unga. Hon har även uppmärksammats för sitt välgörenhetsarbete. Hon stöder organisationer och insamlingar såsom  Comic Relief, och Skottlands Multipel sklerosförening.
Rowlings första vuxenbok, Den tomma stolen, publicerades på engelska den 27 september 2012. I april 2013 gav hon ut boken Gökens rop under pseudonymen Robert Galbraith.

## Biografi

### Uppväxt
J.K. Rowlings föräldrar Peter James Rowling och Anne Volant träffades på 1960-talet. År 1965 föddes Joanne som deras äldsta dotter. När hon var knappt två år gammal föddes systern Dianne, en händelse som Rowling beskrivit som sitt tidigaste minne. Redan tidigt berättade den äldre systern historier och sagor för sin syster. De lekte ofta rollspelslekar där de själva hade huvudrollerna i sagorna.
Under barndomen flyttade familjen Rowling två gånger. När de bodde i Winterbourne lekte systrarna med grannbarnen, bland vilka det fanns två syskon med efternamnet Potter. Grannpojken har hävdat att han "är" Harry Potter, men Rowling har berättat att hon gav sin hjälte samma namn för att hon tyckte namnet var vackert.
År 1980 diagnostiserades hennes mor Anne med multipel skleros (MS). Liksom många andra patienter med MS fanns det perioder då sjukdomen inte utvecklades, men trots detta blev hon stadigt sämre. Modern avled när Rowling var mitt uppe i arbetet med Harry Potter och de vises sten, och hon har i efterhand insett att boken fick en mycket mer sorgsen ton och djup på grund av detta. 
| ”              | I ett kapitel i boken ser Harry sina döda föräldrar i en magisk spegel. Jag vet att om min mor inte hade dött hade jag behandlat det mycket mindre allvarligt | „ |
| – J.K. Rowling | |   |

Det är även det kapitlet som är hennes favorit i den första boken.

### Skolgång
Skolan som hon gick på i Winterbourne tyckte hon mycket om. Det var en kreativ och avspänd stämning, och mycket tid lades på att teckna och skriva berättelser, vilket redan då passade Rowling.
När hon var nio år flyttade familjen till Tutshill i Gloucestershire då föräldrarna längtade efter en mer lantlig miljö. Barnen började på en ny skola, Tutshill Primary School. Redan första dagen skar det sig med läraren Mrs Morgan som dömde ut Rowling som obegåvad. Hon placerades längst till höger i klassrummet och upptäckte snart att läraren organiserat eleverna efter hur intelligenta hon uppfattade dem, ju dummare, desto längre till höger. Efter en tid började Rowling att bete sig illa mot läraren, och Mrs Morgan rapporterade till flera lärare att de borde avstänga henne från skolan i närmaste två veckor. Vid 15 års ålder gav Rowlings faster henne Jessica Mitfords biografi Hons and Rebels. Mitford blev Rowlings hjältinna och Rowling läste alla hennes böcker.
Nästa skola, Wyedean Comprehensive, uppskattade hon mer, inte minst för att hon där träffade sin bästa vän (som hon även dedicerade Harry Potter och Hemligheternas kammare till). Rowlings favoritämne var engelska; hon tyckte mycket om all språkundervisning. Idrott var det hon avskydde mest och hon bröt armen när hon en gång försökte spela netball. Rowling älskade att lära sig nya saker och hon har sagt att karaktären Hermione Granger har stora likheter med när hon själv var 11-åring.
Rowling tillhörde aldrig de mest populära i skolan, men hennes vänner uppskattade hennes sagor och historier som hon delade med sig av under raster och fritid. Efter grundskolan började Rowling studera franska på Exeters universitet. Hon har senare berättat att hon ville studera engelska men övertalades att välja franska istället. Dock såg Rowling något positivt i det, vilket var att hon fick tillbringa en termin i Paris.

### Vuxenliv
Efter universitetsstudierna försörjde sig Rowling påInternational, en organisation som hon än idag talar om med värme. Där arbetade hon i två år med mänskliga rättigheter i Afrika. Hon har dock sagt att hon var en förfärlig sekreterare och att hon var vimsig och ägnade tiden på möten åt att klottra ner idéer till historier snarare än att fokusera på mötet. År 1990 beslutade dock hon och hennes pojkvän sig för att flytta till Manchester, men relationen höll inte särskilt länge.
Efter moderns död flyttade Rowling till Portugal för att arbeta som engelsklärare. Det var ett arbete som hon tyckte mycket om och som gick bra att kombinera med författarskap. Förmiddagarna ägnade hon åt att skriva på den första boken om Harry Potter, och eftermiddagar och kvällar arbetade hon. I Portugal träffade hon sin första make, Jorge Arantes, som var journalist. Den 16 oktober 1992 gifte de sig och Rowlings första dotter, Jessica Isabel Rowling Arantes, uppkallad efter Jessica Mitford, föddes 27 juli 1993. Äktenskapet höll dock inte och när dottern bara var tre månader flyttade mor och dotter tillbaka till England. Tiden i Portugal kom att efterlämna spår i Harry Potter-serien i namnet till en av Hogwarts grundare, Salazar Slytherin, döpt efter Portugals diktator António de Oliveira Salazar.
De flyttade till Rowlings syster och mormor i Edinburgh. Hon var rädd att hon aldrig skulle slutföra boken om hon inte gjorde det omedelbart, så istället för att ta ett arbete bestämde hon sig för att skriva. Hon älskade att sitta och skriva på kaféer, medan hennes dotter sov bredvid. Hon hade det knapert och trots att hon avskydde det tvingades hon leva på sin familj. Efter en tid fick hon en deltidstjänst som engelsklärare och fick även ett stipendium på 8000 pund för att kunna slutföra arbetet med boken.

### Efter första Harry Potter-boken
J.K. Rowlings liv förändrades dramatiskt efter succén med Harry Potter. Hennes förmögenhet uppskattades 2007 till 545 miljoner pund av The Sunday Times. Detta gör henne till den första författaren hittills som blivit dollarmiljardär på sitt författarskap. Hon har själv förklarat att hon inte förväntade sig att tjäna mycket pengar och att det inte heller var hennes mål. Efter att ha levt på gränsen till fattigdom under arbetet med Harry Potter är hon dock väldigt tacksam.
| ”              | Jag vill inte dramatisera det, vi svalt inte eller så, men ensamstående föräldrar blir aldrig rika. Det är häpnadsväckande när man tänker sig att något som man har gjort har ett sådant penningvärde för någon annan, men sedan ser jag på min dotter och tänker tack Gud för det. | „ |
| – J.K. Rowling | |   |

Den 26 december 2001 gifte hon sig med läkaren Neil Michael Murray och tog då även hans efternamn, även om hon fortfarande yrkesmässigt går under namnet Rowling. De har tillsammans sonen David Gordon Rowling Murray och dottern Mackenzie Jean Rowling Murray.
Joanne K. Rowling äger tre fastigheter, en i England, London, och två i Skottland, nära Aberfeldy och i Edinburgh. Det är i Skottland hon trivs bäst och tillbringar mest tid.
Rowling är bekännande kristen och medlem i Skotska Episkopalkyrkan. Då böckerna fått kritik för att vara okristliga som uppmuntrar trolldom har detta nästan förolämpat den kristna högern. På en direkt fråga om hon är kristen svarade hon:
| ”              | Ja, det är jag, vilket dock verkar förolämpa den kristna högern mycket mer än om jag hade sagt att jag inte trodde på någon Gud. Varje gång jag har fått frågan om jag tror på Gud har jag svarat ja, eftersom jag gör det, men ingen har egentligen gått in djupare i frågan och jag måste säga att det passar mig bra. Om jag talar alltför öppet om det tror jag att intelligenta läsare, oavsett om de är 10 eller 60 år, kommer att kunna lista ut vad som skall komma i böckerna. | „ |
| – J.K. Rowling | |   |

## Ideellt arbete och välgörenhet
Rowling ägnar sig mycket åt välgörenhet. Intäkterna för böckerna Fantastiska vidunder och var man hittar dem och Quidditch genom tiderna går till organisationen Comic Relief, utöver de 22 miljoner pund hon skänkt till organisationen. Hon har även skänkt en handskriven släkthistoria över familjen Black, en fiktiv familj från sina böcker om Harry Potter, till en välgörenhetsgala för Book Aid International som arbetar för att de fattigaste barnen ska få tillgång till böcker.
Då hon själv vet hur svårt det kan vara för ensamstående föräldrar är hon engagerad i One Parent Families. 2000 blev hon organisationens första ambassadör och idag är hon ordförande.
Rowling är även starkt engagerad i Skottlands multipel sklerosförening, Multiple Sclerosis Society Scotland. Hon har skänkt stora summor till forskning och behandling av multipel skleros.
Hon har även skänkt pengar och givit röst åt sökandet efter Madeleine McCann, Läkare utan gränser och Children's High Level Group som arbetar för en mänskligare situation för mentalsjuka barn.
Förutom dessa långtgående åtaganden och engagemang har hon skänkt flera manuskript och texter till välgörenhetsauktioner och dylikt, engagerat sig i HIV/AIDS-frågan för fattiga länder i syd, läst ur sina böcker i välgörenhetsgalor, stött the Haven Foundation som arbetar för och med ett socialt skyddsnät för artister och kulturarbetare, skänkt pengar till Läkare utan gränser med flera.

## Hedersbetygelser i urval

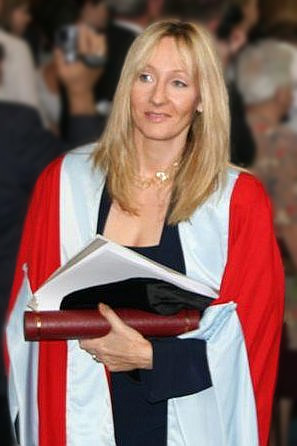
Rowling när hon år 2006 tilldelades en doktorstitel från Aberdeen University.

- I juni 2000 utnämnde drottning Elizabeth II Rowling till officer i Brittiska Imperieorden (OBE).[2]
- I juli 2000 utnämnde Exeters universitet henne till motsvarande hedersdoktor i litteratur[37]
- I april 2006 uppkallades en asteroid, 43844 Rowling efter henne.[38] Namnet föreslogs av Dr. Mark Hammergren, som var ett stort Potter-fan.[39]
- I maj 2006 döptes en nyligen upptäckt Pachycephalosaurid-dinosaurie till Dracorex hogwartsia för att hedra Harry Potters värld[40]
- I juli 2006 tilldelades hon en doktorstitel som en hedersbetygelse från Aberdeen University för hennes insatser och bidrag till MS-forskning.[41]
- I oktober 2007 mottog Rowling en Storbritanniens stolthet-utmärkelse för hennes arbete med och för att hon inspirerar ensamstående mödrar[42]
- År 2008 utnämndes hon till hedersdoktor vid Harvard University.[43]
- År 2009 utnämndes hon till riddare av franska Hederslegionen.[3]
- År 2017 upptogs Rowling som medlem i den brittiska orden Order of the Companions of Honour (CH),[4] på medlemsnummer 56 (356).

## Författarskap
Rowling är mest känd för böckerna om trollkarlen Harry Potter.

### Pseudonym
J.K. Rowlings födelsenamn är Joanne Rowling, men före publiceringen av Harry Potter och de vises sten rådde hennes förlag Bloomsbury Publishing henne att använda två initialer istället för sitt riktiga förnamn. De trodde att boken skulle sälja mindre om det framgick att det var en kvinnlig författare och att två initialer därför skulle sälja boken bättre. Då hon endast hade ett förnamn valde hon Kathleen efter sin  farmor.  Namnet Kathleen har dock aldrig varit en del av hennes riktiga namn.
2013 gav hon ut boken Gökens rop under en annan pseudonym, Robert Galbraith:
| ” | “Being Robert Galbraith has been such a liberating experience,” she said. “It has been wonderful to publish without hype and expectation and pure pleasure to get feedback under a different name.” | „ |

### Historien om Harry Potter

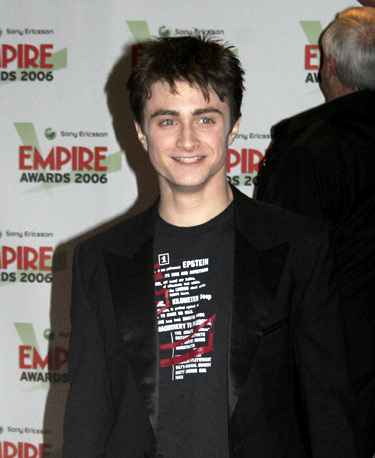
Daniel Radcliffe som spelar Harry Potter i filmerna.

Idén till böckerna om Harry Potter kom när Rowling satt på ett försenat tåg från Manchester tillbaka till London 1990. I biografin på sin webbplats skriver hon att hon författat historier sedan hon var sex, men att ingen idé någonsin varit så exalterande. Hon hade dock inte tillgång till någon penna vilket gjorde att hon satt och funderade på historien i fyra timmar innan hon fick möjlighet att skriva ner den. Hon tror att detta är en av anledningarna att hon redan från början visste hur serien skulle sluta och att hon kanske hade hindrat sin kreativitet om hon kunnat skriva ner sina tankar.
Hon skrev när hon fick möjlighet och historien om Harry Potter färgades av händelser i hennes eget liv, såsom sin mors död. Hon har berättat att hennes mål var att hon skulle ha boken färdig när hon återvände från Portugal år 1993, men att hon fick något ännu bättre: sin första dotter. Medan dottern växte gjorde historien om Harry Potter det samma och hon skrev så snart hon hade tid.
Slutligen var den färdig och hon började leta efter en agent. Den första tillfrågade tackade nej, men Christopher Little Literary Agents såg bokens potential. Flera förläggare refuserade boken, men i augusti 1996 nappade ett litet förlag vid namn Bloomsbury Publishing. Enligt historien var Alice Newton, Bloomsburys ordförandes dotter, i högsta grad inblandad i det beslutet. Hon fick det första kapitlet av sin far och läste genast ut det och bad om nästa. I juni 1997 publicerade Bloomsbury 1000 exemplar av De vises sten, av vilka 500 distribuerades till bibliotek. Idag säljs exemplar av den upplagan för mellan 16000 och 25000 brittiska pund. När en amerikansk förläggare köpte rättigheterna till boken fick hon slutligen det tillräckligt bra ställt ekonomiskt för att kunna sluta som lärare och skriva de andra böckerna på heltid. Boken blev en framgång i både Storbritannien och USA och översattes snart till många andra språk.
Utöver böckerna i Harry Potter-serien har Rowling skrivit tre andra böcker med koppling till Harry Potters värld. Dessa böcker är båda skrivna i fakta-form. Hon skrev dem under pseudonymerna Newt Scamander och Kennilworthy Whisp. Den ena boken, Fantastiska vidunder och var man hittar dem, ska föreställa en av Harry Potters skolböcker och den andra, Quidditch genom tiderna, en lånebok från skolbiblioteket på Hogwarts. Genom detta drag, att ge liv till två av de böcker som först bara fanns som imaginära skapelser i hennes första bok, har Rowlings romaner ytterligare överskridit gränsen mellan verklighet och fiktion. Hon har även gett ut boken The Tales of Beedle the Bard, en sagobok som figurerar i den sjunde och sista Harry Potter-boken.
Framgångssagan fortsatte och idag har böckerna sålts i runt 400 miljoner exemplar.

### Stil
Böckerna om Harry Potter präglas av fantasifull detaljrikedom och rör sig mellan fantasi och verklighet. Detta ger böckerna, trots deras innehåll av magi, mytiska väsen och mystik, en känsla av närvaro, som om det som beskrivs faktiskt skulle kunna hända. Handlingen i böckerna är rak och enkel med få sidospår och påminner om en blandning av en detektivroman och fantasy. En Dagens Nyheters recensent anser exempelvis att böckerna till viss del är som en blandning av Enid Blytons Femböcker och J.R.R. Tolkiens Sagan om ringen.
Böckerna kombinerar på ett unikt sätt två traditioner inom engelsk ungdomslitteratur, fantasy och internatmiljön.
Tekniskt använder böckerna ett relativt enkelt språk och bloggaren Nicholas Lezard på The Guardian anser att det är prosa som en hyfsat intelligent nioåring kan förväntas prestera. Å andra sidan anser den svenska översättaren av Harry Potter-böckerna, Lena Fries-Gedin att det finns flera dimensioner: "Dels är det ju mycket ordlekar, dikter och annat knep och knåp. Hon använder dessutom olika sorters språk: barnen pratar oerhört vårdat, Dumbledore pratade ofta i långa utläggningar och Hagrid har en påhittad dialekt av något slags lantligt, ovårdat talspråk. Vartefter tycker jag också att Rowlings språk har fått allt längre meningar. Invecklat är väl fel ord, men lite tyngre har det blivit för var bok."

På samma sätt som språket har utvecklats har även Harry gjort det igenom böckerna. I den första boken var han en bortkommen 11-åring, i den sista är han en vuxen trollkarl som kan leda kampen mot ondskan. Kanske är det en av förklaringarna till att böckerna behållit så många av de läsare som fastnade för boken i tidig ålder upp i vuxenlivet, till skillnad från många andra barn- och ungdomsböcker. Många tror även att det som fångar läsarna är den stora sorg som bor inom Harry och det trösterika i budskapet att kärleken är den största kraften.

### Relation till media
Rowling har ett komplicerat förhållande med massmedier. Hon medger att hon fortfarande inte har så mycket skinn på näsan och tycker illa om massmediernas nyckfulla rapportering. I en intervju i The Times berättar hon att arbetet med Fenixorden drog ut på tiden då hon samtidigt var gravid och media gick på en dag från att säga att hon hade skrivkramp och inspirationsbrist till att påstå att hon blivit njutningslysten och slapp och hon tänkte att det var konstigt vilken skillnad 24 timmar kan göra. 
Oavsett vilket tycker hon inte att hon förtjänar ryktet som en enstöring som avskyr att bli intervjuad. Hon accepterar dock inte när hennes familj dras in i hennes kändisskap, och 2001 fick hon rätt i the Press Complaints Commission (liknande Pressombudsmannen och Pressens Opinionsnämnd) då hon anmälde en serie fotografer som tagit bilder på henne och hennes son, som publicerats i OK! Magazine.
2007 förlorade Rowling en rättegång om att förbjuda publicering av ett fotografi av hennes yngsta son. Rowling tycker speciellt illa om den brittiska tidningen Daily Mail som bland annat skriver om en stalker som Rowling hävdar inte existerar.
I böckerna om Harry Potter märks hennes kritiska inställning till media, då de ett flertal gånger målar upp en negativ bild av mycket av media, främst av skvallerpressen, men också av vanliga tidningar. Bland annat den nitiska journalisten Rita Skeeter, som skriver vinklade artiklar och förvränger citat med sin magiska "snabbcitatpenna". Men böckerna innehåller också några positiva exempel på media, till exempel publicerar Harry ett avslöjande reportage i en tidning i femte boken, som sedan blir förbjuden på skolan, men läst ändå. Ett annat exempel är den fria radiokanal som drivs av motståndarna mot trollkarlen Voldemorts dödsätarregim, i sjunde boken.

## Rättstvister
Sedan den första rättstvisten blev känd har Harry Potter-serien varit i ett antal rättsliga tvister. Rowling, förlagen och Time Warner som äger filmrättigheterna har vidtagit rättsliga åtgärder för att skydda sina rättigheter, och har även själva anklagats för upphovsrättsliga intrång.

### Falska uppföljare
Inför de sista böckerna släpptes ett stort antal falska uppföljare runt om i världen. 2002 släpptes en kinesisk uppföljare kallad Harry Potter and Leopard-Walk-Up-to-Dragon vilken plagierade på såväl Harry Potter-böckerna som Tolkiens bok Bilbo - En hobbits äventyr och L. Frank Baums Trollkarlen från Oz. Den tvisten vann Rowling och förlaget tvingades betala för skadan.
Den mest kända serien som plagierar på Harry Potter är den ryska serien om Tanya Grotter. Författaren Dmitrij Jemets hävdar att böckerna inte är plagiat utan parodier, som är upphovsrättsligt tillåtna. 2003 beslutade en nederländsk domstol att böckerna om Tanja Grotter ej får översättas och distribueras utanför Ryssland. De mycket populära böckerna har därför endast sålts i Ryssland, bortsett från ett tusental exemplar.

#### Fanfiction
En form av falska uppföljare är fanfictions, skönlitterära berättelser skrivna av fans som utspelar sig i redan existerande fiktiva världar med redan existerande fiktiva karaktärer. Inom Harry Potter-sfären finns en utbredd kultur av fanfictions och ett flertal webbplatser specialiserade på fanfictions finns. Dessa renderar ingen kritik från Rowling, tvärtom. Hon är smickrad över att fans vill skriva egna historier, baserade på hennes karaktärer. Hon uppskattar det, så länge det inte sker kommersiellt eller i hennes namn, och så länge alla fanfictions är barnvänliga. "If young children were to stumble on Harry Potter in an x-rated story, that would be a problem" säger en talesperson för Christopher Little literary. (Ungefär Om barn skulle råka på en barnförbjuden historia med Harry Potter skulle det innebära ett problem.)

### Tvister om intrång mot Rowling med flera
I oktober 2007 byggdes en fullskalig kopia av Hogwarts till den hinduiska högtiden Durga puja i en park i Calcutta. Rowling stämde organisatörerna för upphovsrättsintrång. Delhis högsta domstol beslutade att konstruktionen fick stå kvar över firandet, så länge den raseras efter firandet. Då firandet skedde utan vinstintresse beslutades att Rowling inte skulle få någon ekonomisk kompensation.
I maj 2004 publicerade USA:s försvarsmakt en folder med en seriestripp baserad på Harry Potter, med en karaktär vid namn Topper som studerade på Mogmarts School under Professor Dumbledore. Rowlings jurister kontaktade redaktören som hävdade att karaktärerna inte såg ut som någon karaktär från Harry Potter och hans värld.

### Tvister om intrång av Rowling med flera
1999 anklagade den amerikanska författaren Nancy Stouffer Rowling för att ha plagierat hennes böcker The Legend of Rah and the Muggles och Larry Potter and His Best Friend Lilly. (Det fanns dock inga bevis för att böckerna skulle ha haft dessa titlar vid originalutgivningen.) Huvudfrågorna handlade om att Stouffer ansåg sig ha uppfunnit ordet "mugglare", för människor utan magiska krafter, och att karaktären Larry Potter hade stora likheter med Harry Potter. Dock syftade ordet mugglare i Stouffers böcker på en sorts märkliga sagotroll och hade ingen som helst likhet med Rowlings icke-magiska människor utöver namnet. Stouffer erkände dessutom i en chat på Washington Posts hemsida att hon överhuvudtaget inte läst någon Harry Potter bok utom den första, som hon skummat genom. Rowling förekom en stämning, tillsammans med sina amerikanska förläggare Scholastic Press ägarna av filmrättigheterna Warner Bros.. Under rättegången bevisades det 
| ”          | "...by clear and convincing evidence, that Stouffer has perpetrated a fraud on the Court through her submission of fraudulent documents as well as through her untruthful testimony," including changing pages years after the fact to retroactively insert the word "muggle". | „ |
| – Ur domen | |   |

 (Ungefär ...utan rimligt tvivel (bevisats) att Stouffer har begått ett bedrägeri gentemot rätten genom att hon presenterat falska dokument, såväl som hennes falska vittnesmål, samt att hon ändrat sidor flera år senare för att retroaktivt sätta in ordet "mugglare".) Hennes mål ogillades och hon tvingades betala Rowlings rättegångskostnader.
Det var även en mindre tvist 2005 mellan Warner Bros. och det kanadensiska folkbandet Wyrd Sisters som protesterade mot att ett band vid namn the Weird Sisters framträdde i en scen i filmen Harry Potter och den flammande bägaren. Efter flera turer förlorade bandet målet.

## Författarskap efter Harry Potter
Redan innan sista boken av Harry Potter-serien släpptes, meddelade Rowling att hon planerade att skriva vidare. 2006 avslöjade hon att hon hade skrivit några korta berättelser och arbetar med en barnbok riktad till en yngre publik än Harry Potter, något som senare visade sig vara "The Tales of Beedle the Bard", som släpptes på engelska 2007.
Strax efter att "Harry Potter och dödsrelikerna" släpptes, sade Rowling att hon inte kommer att skriva någon mer Harry Potter-bok, men att det kanske kommer ett uppslagsverk om trollkarlsvärlden, med tidigare opublicerat material. Intäkter från en sådan bok skulle gå till välgörenhet. Hon har dock senare sagt att arbetet med en eventuell sådan bok inte ens börjat ännu. När hon senare frågats om hon planerar att fortsätta Harry Potter-serien, har hon sagt att hon inte planerar det, men att det alltid finns en möjlighet. På frågor om hon kommer att skriva fler fantasyböcker svarade hon i oktober 2007 att hon tror att det skulle bli väldigt svårt eftersom hon ägnat 17 år åt Harry Potters värld skulle det vara svårt att skapa en ny.
I en intervju publicerad 2007, berättade Rowling att hon vill ägna mer tid åt sin familj men att hon för tillfället skriver på två olika saker, en bok för barn och en för vuxna. Under augusti 2007 spreds en nyhet om att Rowling arbetat på en kriminalroman på ett café i Edinburgh, Scotland. Författaren Ian Rankin, som var upphovsman till ryktet, avfärdade dock kort därefter ryktet som ett skämt.
Rowlings första vuxenbok, Den tomma stolen, publicerades på engelska den 27 september 2012. Hennes andra vuxenbok, Gökens rop, publicerades 2013 under pseudonymen Robert Galbraith; den har sedan följts av ytterligare två böcker med samma huvudpersoner (se nedan).

### Böcker
Till varje bok anges två årtal, det första anger när boken gavs ut i original, det andra när den svenska översättningen kom.
- Harry Potter och de vises sten, översättning Lena Fries-Gedin (Harry Potter and the Philosopher's Stone), 1997/1999  (utgiven i USA som Harry Potter and the Sorcerer's Stone)
- Harry Potter och Hemligheternas kammare, översättning Lena Fries-Gedin (Harry Potter and the Chamber of Secrets), 1998/2000
- Harry Potter och fången från Azkaban, översättning Lena Fries-Gedin (Harry Potter and the Prisoner of Azkaban), 1999/2001
- Harry Potter och den flammande bägaren, översättning Lena Fries-Gedin (Harry Potter and the Goblet of Fire) 2000/2001
- Harry Potter och Fenixorden, översättning Lena Fries-Gedin (Harry Potter and the Order of the Phoenix) 2003/2004
- Harry Potter och Halvblodsprinsen, översättning Lena Fries-Gedin (Harry Potter and the Half-Blood Prince) 2005/2005
- Harry Potter och dödsrelikerna, översättning Lena Fries-Gedin (Harry Potter and the Deathly Hallows), 2007/2007[80]
- Fantastiska vidunder och var man hittar dem, översättning Ann Margret Forsström 2001/2001 (under pseudonymen Newt Scamander)
- Quidditch genom tiderna, översättning Ann Margret Forsström 2001/2001 (under pseudonymen Kennilworthy Whisp)
- The Tales of Beedle the Bard, 2007/2008 (samlarobjekt/massutgåva, endast på engelska)
- Den tomma stolen, 2012 (The Casual Vacancy)
- Gökens rop, 2013 (The Cuckoo's Calling boken skrevs under pseudonymen Robert Galbraith)
- Silkesmasken, 2014 (The Silkworm boken skrevs under pseudonymen Robert Galbraith)[81]
- Karriär i Ondska, 2015 (Career of Evil boken skrevs under pseudonymen Robert Galbraith)
- Väldigt bra liv: om fördelen med att misslyckas och vikten av fantasi, översättning Sofia Nordin Fischer (Very Good Lives: The Fringe Benefits of Failure and the Importance of Imagination) 2015/2018
- The Ickabog, 2020

### Artiklar
- "The First It Girl: J.K. Rowling reviews Decca: the Letters of Jessica Mitford redigerad av Peter Y Sussman", The Daily Telegraph 26 juli 2006
- Introduktion i boken "Ending Child Poverty" i Moving Britain Forward. Selected Speeches 1997-2006 av Gordon Brown, Bloomsbury (2006)
- Förord till antologin Magic, redigerad av Gil McNeil och Sarah Brown, Bloomsbury (2002)
- Debattartikeln The single mother's manifesto, en debattartikel publicerad i dagstidningen The Times rörande försörjningsstöd till ensamstående i samband med valrörelsen 2010

## Priser (i urval)
| Pris                                                          | År   | Bok                        |
| ------------------------------------------------------------- | ---- | -------------------------- |
| Bokjuryn Kategori 10-13 år                                    | 2000 | Hemligheternas kammare     |
| Bokjuryn Kategori 10-13 år                                    | 2001 | Den flammande bägaren      |
| Bokjuryn Kategori 10-13 år                                    | 2004 | Fenixorden                 |
| Bokjuryn Kategori 10-13 år                                    | 2005 | Halvblodsprinsen           |
| Bokjuryn Kategori 10-13 år                                    | 2007 | Dödsrelikerna              |
| Nestlé Smarties Book Prize (Gold Award) (9–11 years category) | 1997 | The Philosopher's Stone    |
| Nestlé Smarties Book Prize (Gold Award) (9–11 years category) | 1998 | The Chamber of Secrets     |
| Nestlé Smarties Book Prize (Gold Award) (9–11 years category) | 1999 | The Prisoner from Azkaban  |
| British Book Awards Children's Book of the Year               | 1998 | The Philosopher's Stone    |
| British Book Awards Children's Book of the Year               | 1999 | The Chamber of Secrets     |
| British Book Awards Children's Book of the Year               | 2003 | The Order of the Phoenix   |
| British Book Awards Children's Book of the Year               | 2006 | The Half-Blood Prince      |
| Children's Book Award                                         | 1998 | The Philosopher's Stone    |
| Children's Book Award                                         | 1999 | The Chamber of Secrets     |
| Primo Centro per la Letteratura Infantile (It)                | 1998 | La pietra filosofale (HP1) |
| Sheffield Children's Book Award                               | 1998 | The Philosopher's Stone    |
| The Hugo Award                                                | 2001 | The Goblet of Fire         |
| Prix Sorciere (Fra)                                           | 1999 | L'école des sorciers (HP1) |
| Scottish Arts Council Children's Book of the Year Award       | 1999 | The Chamber of Secrets     |
| Whitbread Children's Book Award                               | 1999 | The Prisoner from Azkaban  |
| Royal Mail Award for Scottish Children's Books                | 2006 | The Half-Blood Prince      |
| WH Smith People's Choice Award                                | 2003 | The Order of the Phoenix   |